# 东淝河
东淝河，古称肥水，淮河右岸的一条支流，全长152公里，河源出自江淮分水岭北侧，东与池河、窑河流域为界，西邻淠河流域。董铺以上为双干河道，东干称天沟河；西干为东淝河主源。西干出安徽省六安县龙穴山，北流经下石铺入肥西县境，经淠河、六安县太平集入寿县境，至董铺与东干天沟河会合。天沟河出肥西县大潜山，北流经青枫岭，过淠河入寿县境折西北流，至董铺与西干会合。
流域面积4200平方公里，其中丘陵区占61.6%，平原区占29.7%，湖泊8.7%；河道全长152公里，平均比降0.3‰。历史上东淝河河道较深，由于历次黄河夺淮的影响，东淝河下段逐渐被淤积。 

## 事件
383年（东晋太元八年、前秦建元十九年），前秦与东晋在淝水交战，最终东晋仅以八万军力大胜八十余万前秦军，并导致前秦分裂。
1938年，黄河决口，夺淮入海，东淝河自瓦埠湖口至河口15公里的河段，平均淤深达3米。
2003年7月11日，东淝河淮南东津渡大桥北侧被洪水冲毁，当地6个村庄约1000多户被洪水淹没，有6人被洪水冲走。